# Клоштар Војаковачки
Клоштар Војаковачки је насељено место у саставу града Крижеваца у Копривничко-крижевачкој жупанији, Република Хрватска.

## Историја
До територијалне реорганизације у Хрватској налазио се у саставу бивше велике општине Крижевци.

## Становништво
На попису становништва 2011. године, Клоштар Војаковачки је имао 366 становника.

## Попис1991.
На попису становништва 1991. године, насељено место Клоштар Војаковачки је имало 405 становника, следећег националног састава:
| Попис 1991.‍  | Попис 1991.‍  | Попис 1991.‍ | Попис 1991.‍ | Попис 1991.‍ |
| ------------ | ------------ | ----------- | ----------- | ----------- |
|              |              |             |             |             |
| Хрвати       | Хрвати       |             | 310         | 76,54%      |
| Срби         | Срби         |             | 67          | 16,54%      |
| Југословени  | Југословени  |             | 19          | 4,69%       |
| неопредељени | неопредељени |             | 4           | 0,98%       |
| непознато    | непознато    |             | 5           | 1,23%       |
| укупно: 405  |              |             |             |             |